# バブルシステム

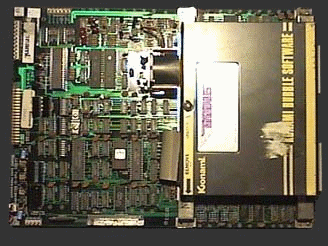
バブルシステム基板（シールドケースを外した状態）

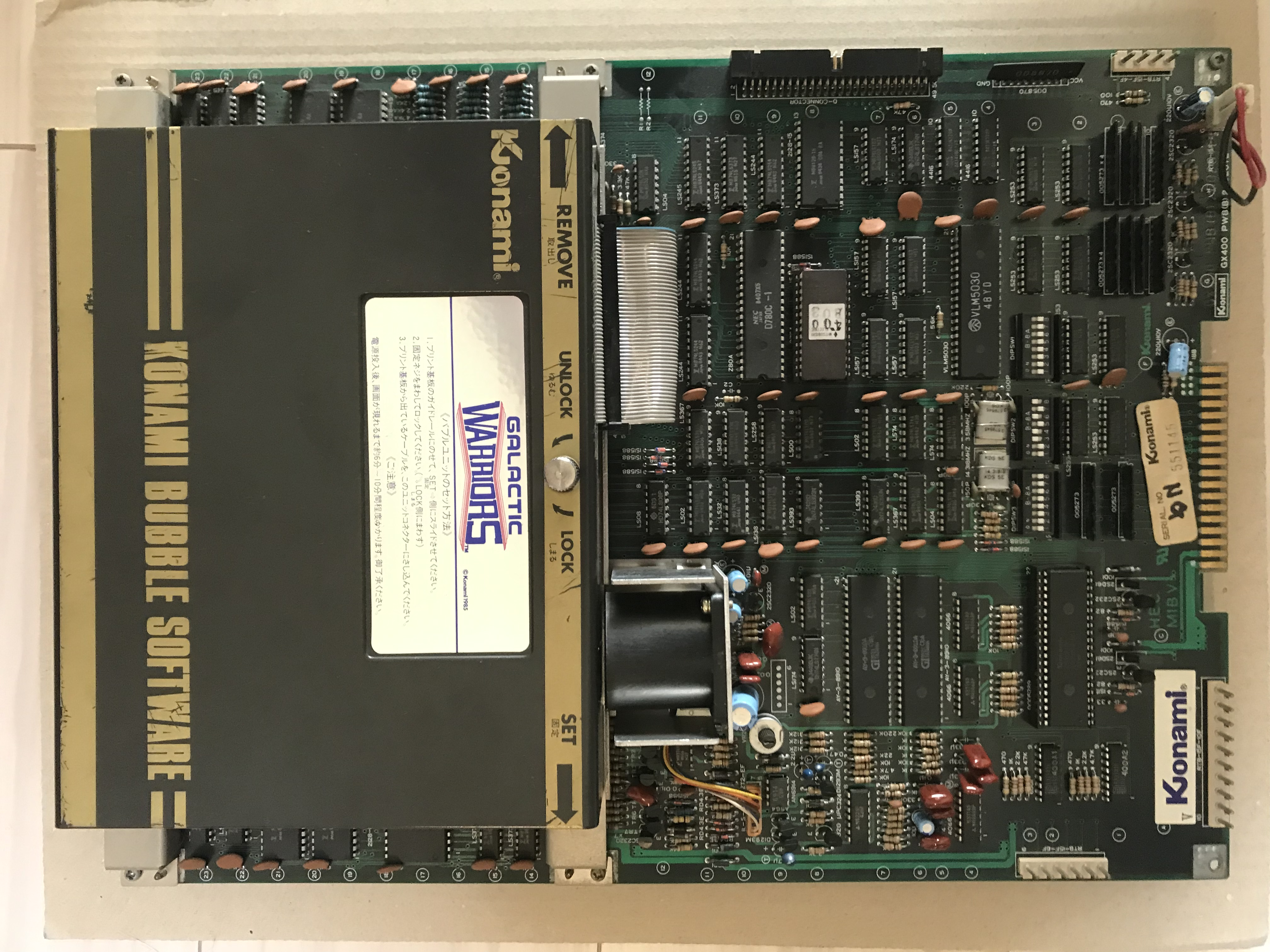
バブルシステム基板(バブルユニット有り)

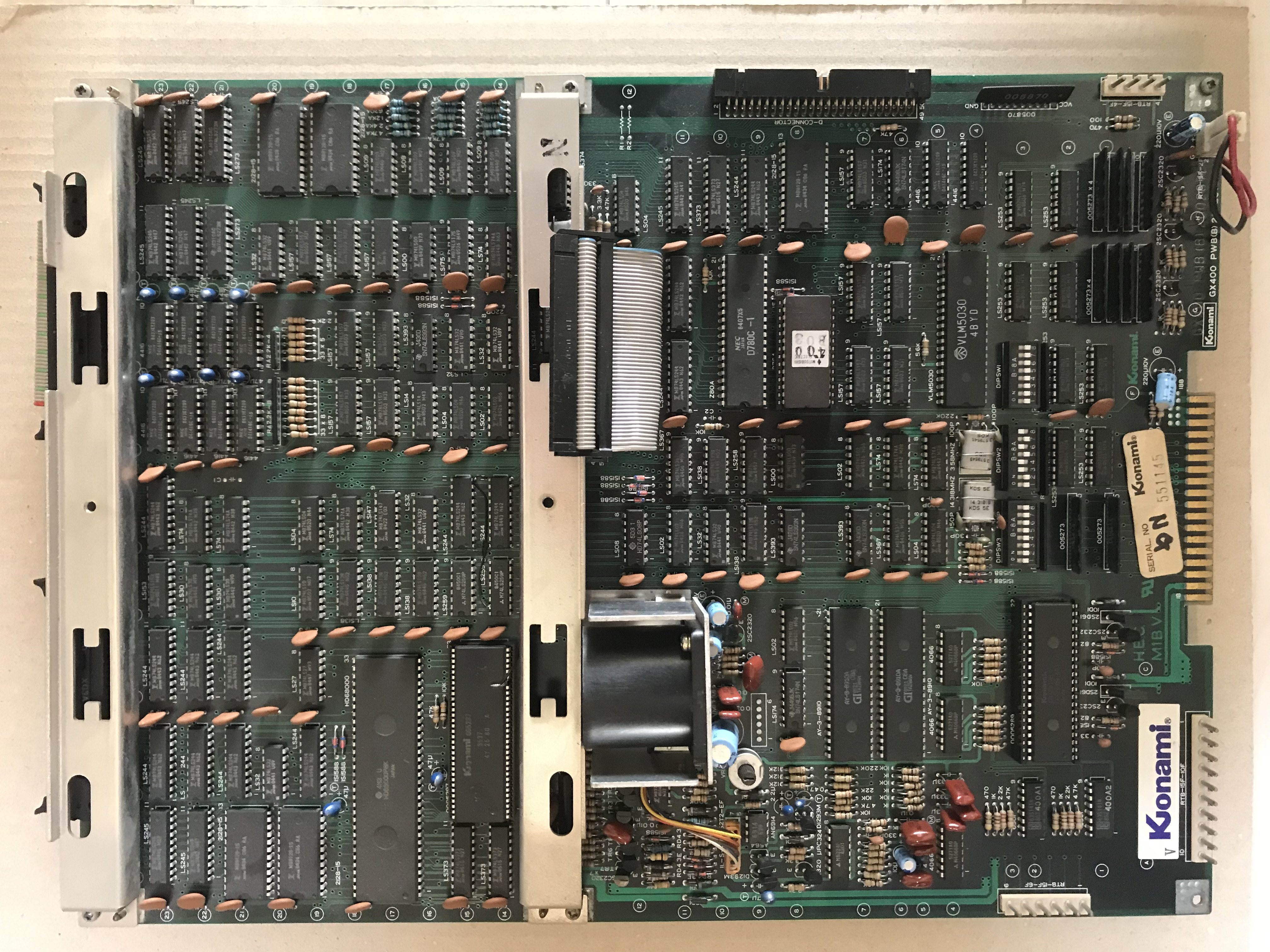
バブルシステム基板(バブルユニット無し)

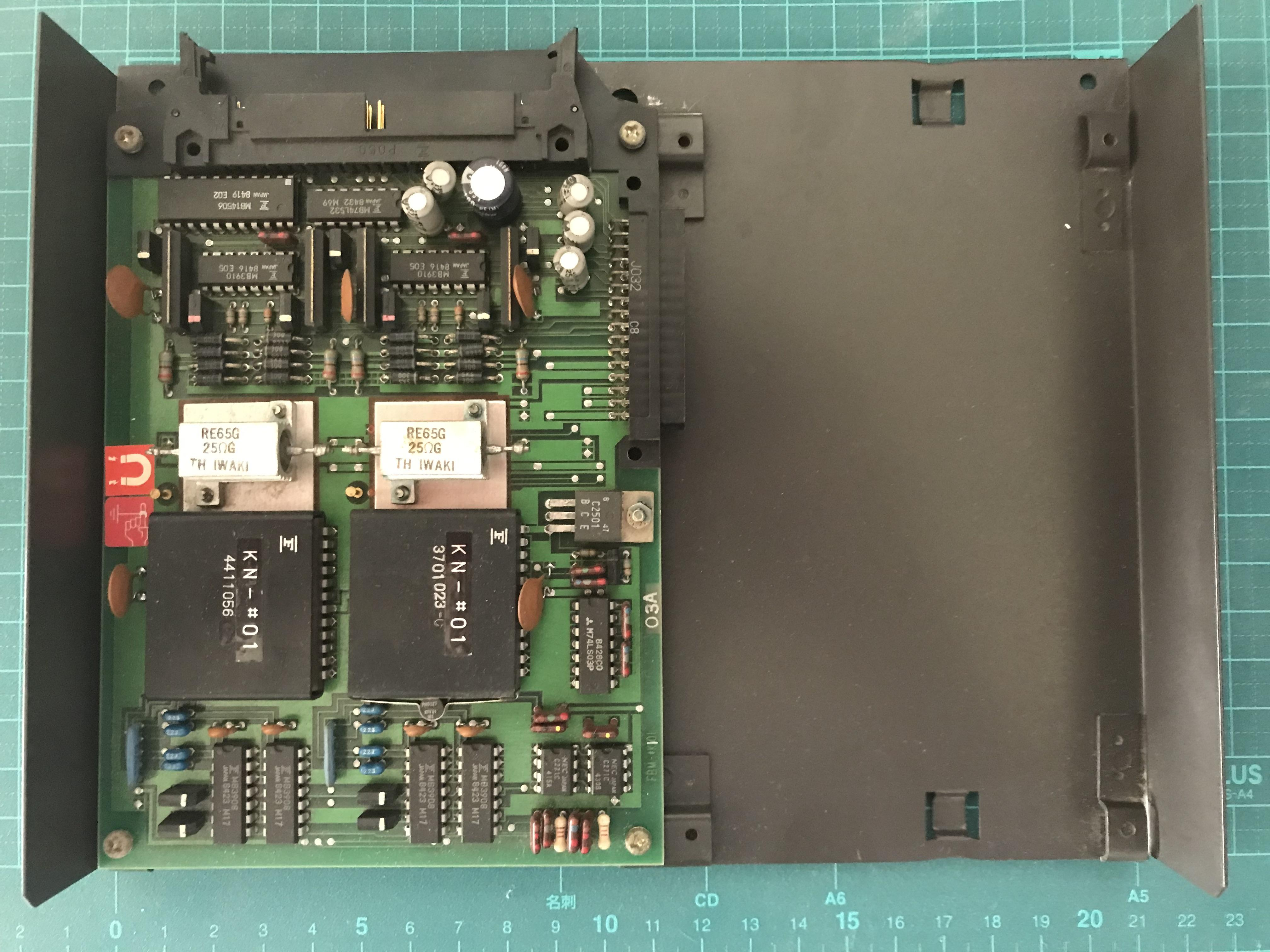
バブルユニット内部(初期型)　　バブルメモリータイミングジェネレーター(MB14506)は基板に直付けで、クロックは外部(マザーボード)から供給される。

バブルシステムは、1980年代中盤にコナミ（現・コナミデジタルエンタテインメント→コナミアミューズメント）が開発したアーケードゲーム基板である。

## 概要
ソフトウエアは、磁気バブルメモリを使った「バブルソフトウエア」と呼ばれるカセット形態で供給された。発表当時は1MビットのEPROMが非常に高価だったことから、大容量を省スペースで供給できるようにと、バブルメモリが選択されたようである。もう一つの理由としてコピー対策があげられる。バブルメモリーとバブルメモリー制御チップは当時容易に入手出来る物では無く、また取り扱い方法(データシートなど)も限られたユーザーしか知り得なかったので、これは十分にコピー対策が出来ていると言える。カセットには富士通製のバブルメモリ素子が2つ入っており、容量は合計2Mビット。『グラディウス』では64KビットSRAM（6264）が2つと74LS32が載った小さな基板を、拡張コネクタに別に取り付けないと起動しない。

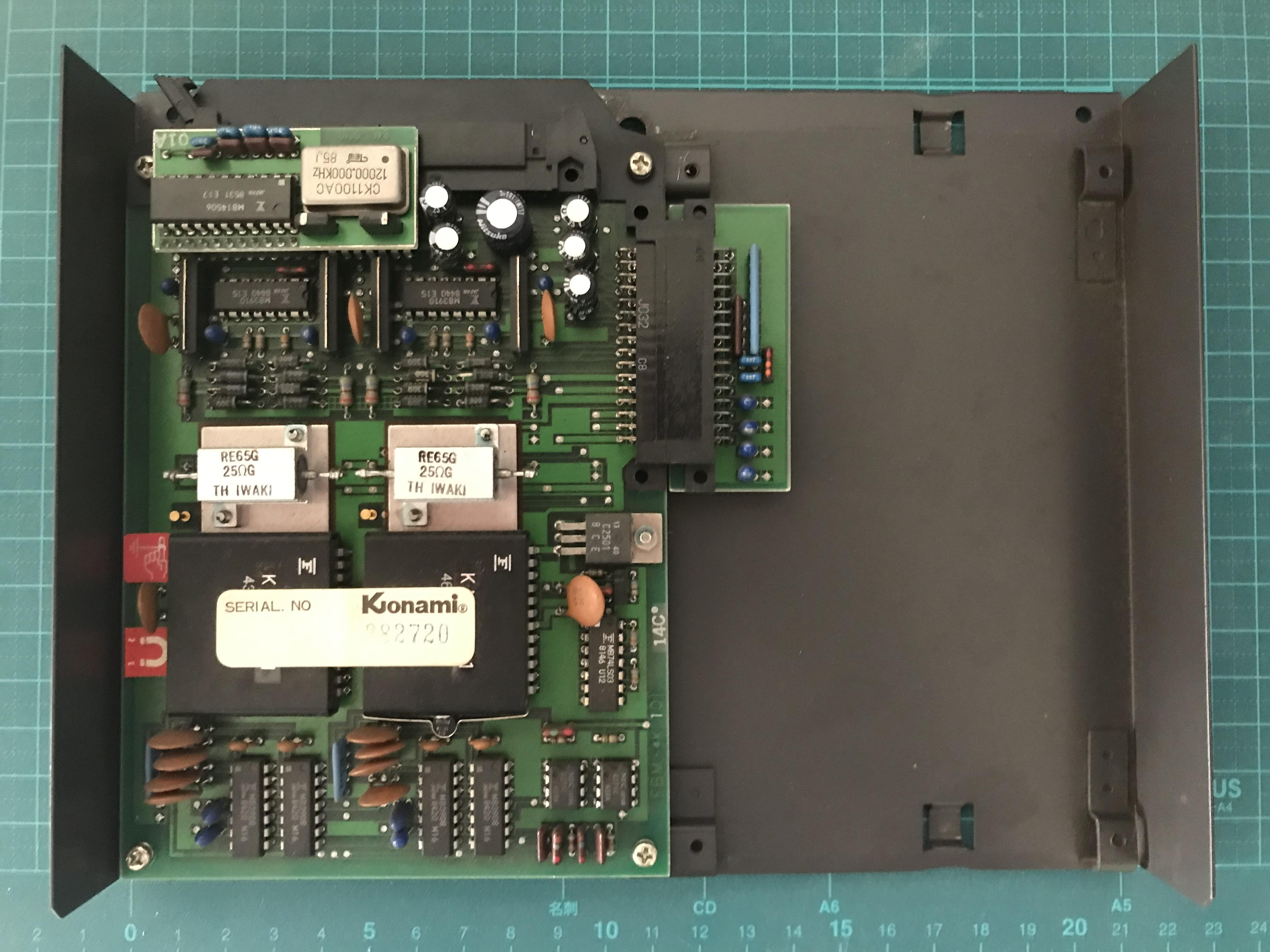
バブルユニット内部(後期型)　　バブルメモリータイミングジェネレーター(MB14506)はクロックと共にドーターボード化されている。またターミネータ基板(基板右側の突き出た部分)の追加もされている。

このボードでは電源投入時、カセット内の抵抗器を発熱させ、バブルメモリを暖めるためのウォーミングアップを行う。気温が低いとカウントダウン画面が表示されるまでかなり時間がかかり、逆に気温が高いとほぼ時間が掛からず、2度目以降は双方時間が掛からないことから、実際に文字通り暖めていることが分かる。バブルシステムに使用されている磁気バブルメモリーは摂氏30度から摂氏40度の範囲で温度制御されており、摂氏30度以下では抵抗器を発熱させて温度を上げ、摂氏40度以上ではマザーボード上のファンを駆動して温度を下げるようになっている。このウォーミングアップでは音声合成による「Getting ready（準備中）」と「50」からのカウントダウンの音声が交互に流れる。なお、基板が起動できる状態になるとカウントダウン音声はその時点で終了し、逆にカウントアップ前に準備が整わないと「50」から再びカウントがループする。その後、「Konami Morning Music」という曲を演奏しながら、画面に「99」からのカウントダウンを表示し、2分程かけてカセットからメイン基板のDRAMへプログラムの転送を行って起動する。
ボード上に2chある波形メモリ音源は、その後の同社のハードウエアでも似たような音のものが使われている。ただし、コナミSCC音源は量子化レベルが8bitであるのに対し、バブルシステムは4bitであり、発音数も違うため別の物である。またMSX用ソフト『新世SIZER』の音源部も汎用ロジックICで構成された単音の8bitD/Aのため、こちらも直接的な関係はない。
バブルシステムは、使用された磁気バブルメモリの特性によりデータ消失などの故障が頻発したほか、修理用の部品が入手できなくなったこともあり、修理対応で通常の1MビットEPROMが2つ載る専用基板に交換されたものが存在する。また、バブルシステムは−12Vの電源を必要とするが、このROM版バブルシステムでは必要ない。
出荷時は専用のシールドケースが附属していた。外した方が筐体に取り付けしやすく音量調整や設定変更もやりやすいことからあまり使われず、ほとんど現存していない。
電車での輸送時、床に基板を置いていると、データが消失することもある。
当時の価格は278,000円（ソフト込み、税抜き）。

## 仕様
- メインCPU：MC68000 クロック9.216MHz
- サウンド用CPU：Z80
- サウンドチップ：2 x AY-3-8910,K005289,VLM5030
- ハーネス：スクランブル式

## 発売されたタイトル
- 『ツインビー』
- 『グラディウス』
- 『RF-2』
- 『ギャラクティックウォーリアーズ』

下記タイトルは磁気バブルメモリを一切使用していないが、2枚組基板の下部1枚を共有し、当時のメーカー営業用パンフレットに「バブルシステム対応製品」と記載されており、オペレータが所有しているバブルシステムの上部基板1枚を交換して対応するキット販売が行われた。
- 『シティボンバー』
- 『ブラックパンサー』
- 『ライフフォース』
- 『ハイパークラッシュ』
- 『にゃんにゃんパニック』

下記タイトルはバブルシステム対応製品とはされていないが当初バブルシステム向けに開発され、シティボンバー以降のハードウェアと同様の構成になっている。
- 『沙羅曼蛇』

## コナミ・モーニング・ミュージック
バブルシステム起動時に演奏される「コナミ・モーニング・ミュージック」は、もともとは当時のコナミのサウンド部門のひとりN氏が別のゲーム用に作って没になっていた曲だが、急いでバブルシステムのテーマ曲を用意する必要があり、急遽採用された。なお前述のROM版でも読み込みのシーケンスは残され、本楽曲も流れるが、通常のROMから読み込んでいるため短時間で曲が終了する。
楽曲は雑誌『Beep』1987年3月号の付録ソノシートにおいて、「バブルシステム・ウォーミングアップ」のタイトルで収録。その後、アルバム『コナミック・ゲーム・フリークス』において「コナミ・モーニング・ミュージック」の曲名で収録された（CD版のみ）。その後『グラディウス アーケードサウンドトラック』などに収録されている。
その後もコナミのゲームや音楽CDなどに、起動デモの再現やアレンジされた楽曲が使用されている。
- 『グラディウスデラックスパック』に収録された『グラディウス』のゲームデータ読み込み時に、バブルシステムの起動デモが再現されている（ただし、暖気カウントは含まれていない）。
- ニンテンドーDS版『コナミ アーケード コレクション』では、『グラディウス』の起動画面をモチーフにしたオープニングと共に本楽曲が演奏される。
- X68000版『出たな!!ツインビー』のロード中BGMとして、本楽曲のアレンジバージョンが流れる。このSC-55アレンジ版はCD『MIDI POWER X68000 COLLECTION Ver.1.0』に収録されている。
- 音楽ゲーム『キーボードマニア』や『ノスタルジア』では「Morning Music」として収録されている。前者は通常のプレイではややテンポを遅くしたアレンジだが、Anotherモードとして『MIDI POWER』アレンジ版もプレイできる。
- CD『ウィンビーのネオシネマ俱楽部3 -ときめき編-』に「CRISTAL MORNING」（CD表記ママ）としてイージーリスニング風アレンジが収録。
- ニンテンドーDS用ソフト『ラブプラス』（『ラブプラス＋』）と続編のニンテンドー3DS用ソフト『NEWラブプラス』(『NEWラブプラス＋』)に、デートイベント『バロックの夕べ』で流れるバロック音楽風アレンジが収録。
- スマートフォン向けゲーム『ときめきアイドル』のデータダウンロード時のBGMとしても用いられ[1]、ドラマCD『もっと！ ときめきアイドル ～featuring 青山つばさ＆川口夏海～』にボーナストラックとして収録されている[2]。